# Impact environnemental du bitcoin

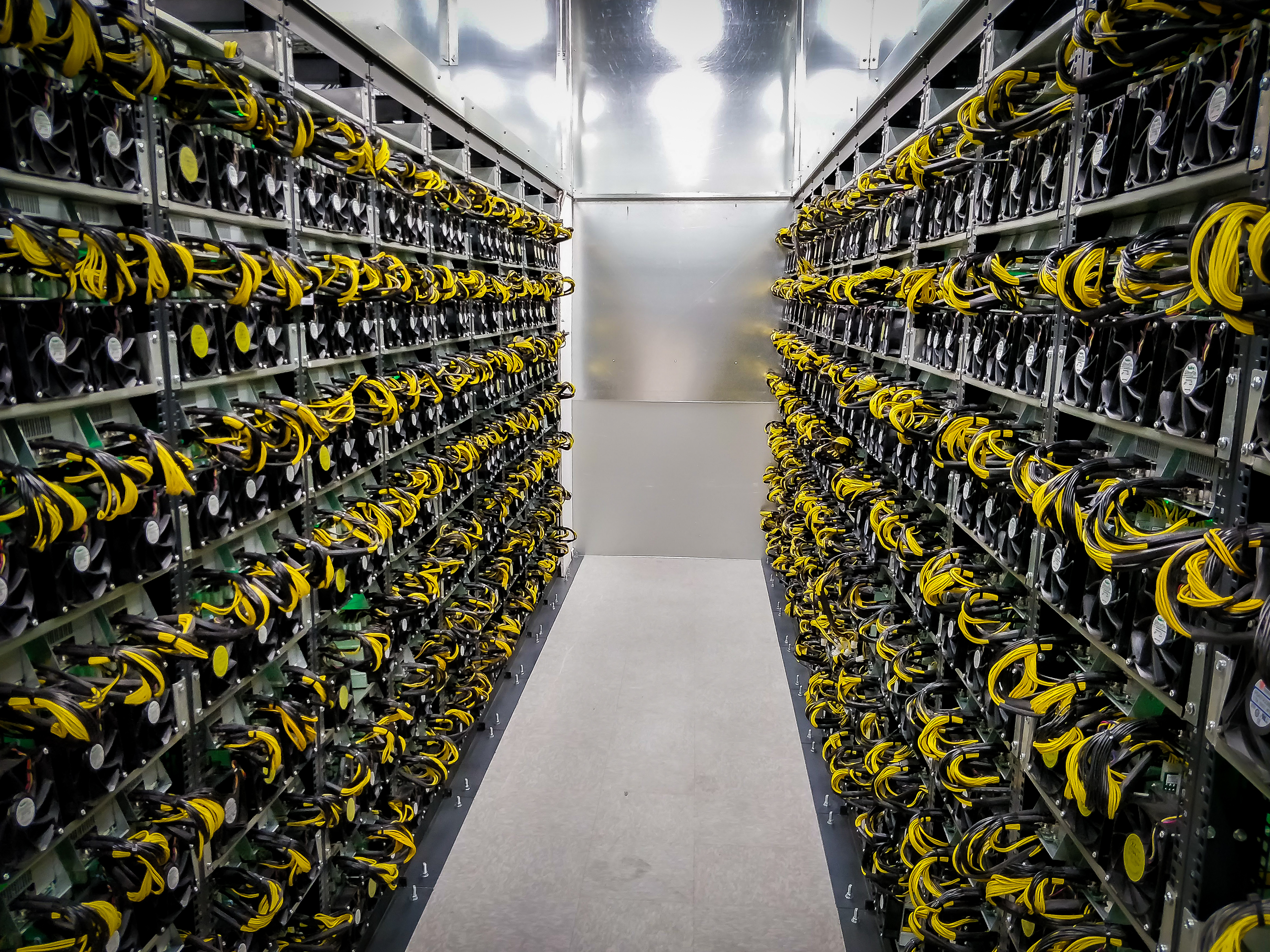
Site de minage des bitcoins au Québec

L’ impact environnemental du bitcoin est significatif. L'extraction de bitcoins, c'est-à-dire le processus par lequel les bitcoins sont créés et les transactions finalisées, consomme de l'énergie et génère des émissions de gaz à effet de serre, car environ la moitié de l'électricité utilisée en 2021 a été produite à partir de combustibles fossiles. De plus, les bitcoins sont extraits à partir de matériel informatique spécialisé, qui a une courte durée de vie et génère ainsi des déchets électroniques. La quantité de déchets électroniques générés par l'exploitation minière de bitcoins est comparable à celle générée par les Pays-Bas. L'impact environnemental du bitcoin a attiré l'attention des régulateurs, qui ont adopté des mesures incitatives ou restrictives dans diverses juridictions.

## Émissions de gaz à effet de serre

### L'exploitation minière, un processus à forte consommation d'électricité

Consommation électrique du réseau bitcoin depuis 2016 (annualisée). Les limites supérieure et inférieure sont basées respectivement sur les hypothèses du pire et du meilleur scénario. La trace rouge indique une estimation intermédiaire de la meilleure estimation.

L'extraction de bitcoins est un processus de preuve de travail extrêmement intensif en électricité,.
Les mineurs exécutent des logiciels spécialisés pour être les premiers à résoudre le bloc actuel de 10 minutes, leur permettant de recevoir une récompense en bitcoins. Une transition vers le protocole de preuve d'enjeu, qui offre une meilleure efficacité énergétique, est décrite comme une alternative durable au système du bitcoin et une solution potentielle à ses problèmes environnementaux. Les défenseurs du bitcoin s'opposent à un tel changement, affirmant que la preuve de travail est nécessaire pour sécuriser le réseau.
La répartition géographique de l'extraction de bitcoins complique l’identification des emplacements des mineurs et de leur consommation électrique, rendant difficile l’évaluation des émissions de gaz à effet de serre qui en résultent.
En 2022, une étude non évaluée par les pairs, réalisée par le Cambridge Centre for Alternative Finance (CCAF), a estimé que le bitcoin consommait 95,5 TWh (344 PJ) par an, soit 0,4 % de la consommation électrique mondiale, plaçant l'extraction de bitcoins entre la Belgique et les Pays-Bas en termes de consommation énergétique. Un autre commentaire non évalué par les pairs, publié en 2022 dans la revue Joule, estime que l’extraction de bitcoins entraîne des émissions de gaz à effet de serre annuelles de 65 Mt CO2, soit 0,2 % des émissions mondiales, un niveau comparable à celui de la Grèce. Une revue systématique de 2024 a critiqué les hypothèses sous-jacentes de ces estimations, arguant que les auteurs s’étaient appuyés sur des données anciennes et partielles.

### Mix énergétique du minage de Bitcoin
Jusqu'en 2021, la plupart du minage de bitcoins était effectué en Chine. Les mineurs chinois s'appuyaient sur une énergie bon marché issue du charbon dans le Xinjiang et en Mongolie-Intérieure durant la fin de l'automne, l'hiver et le printemps, migrant vers des régions avec des surcapacités en énergie hydroélectrique à bas coût (comme le Sichuan et le Yunnan) entre mai et octobre. Après l'interdiction du minage de bitcoins en Chine en juin 2021, les opérations minières se sont déplacées vers d'autres pays. En août 2021, le minage était concentré aux États-Unis (35 %), au Kazakhstan (18 %) et en Russie (11 %). Une étude publiée dans la revue Scientific Reports a révélé qu'entre 2016 et 2021, chaque dollar américain de bitcoins miné générait 35 points de dommages climatiques, comparé à 95 pour le charbon, 41 pour l'essence, 33 pour la viande de bœuf et 4 pour l'extraction de l'or. Le passage des ressources charbonnières de la Chine à celles du Kazakhstan a augmenté l'empreinte carbone du bitcoin, car les centrales à charbon kazakhes utilisent du charbon dur, qui a la plus forte teneur en carbone de tous les types de charbon. Malgré l'interdiction, des opérations de minage clandestines ont progressivement repris en Chine, atteignant 21 % du taux mondial.
Réduire l'impact environnemental du bitcoin est possible en utilisant uniquement des sources d'électricité propre. En 2023, Jamie Coutts, un analyste crypto publiant sur Bloomberg Terminal, a indiqué que les énergies renouvelables représentaient environ la moitié des sources mondiales d'énergie du minage de bitcoin. Toutefois, une recherche menée par la société technologique à but non lucratif WattTime a estimé que les mineurs américains utilisaient 54 % d'énergie fossile. Des experts et autorités gouvernementales, telles que l'Autorité européenne des marchés financiers et la Banque centrale européenne, ont suggéré que l'utilisation des énergies renouvelables pour le minage pourrait limiter leur disponibilité pour la population générale. Les représentants de l'industrie du minage de bitcoin continuent d'affirmer que leur activité crée des opportunités pour les entreprises éoliennes et solaires.

### Émissions de méthane
Le Bitcoin a été miné via l'électricité générée par la combustion du gaz pétrolier associé (GPA), un sous-produit riche en méthane issu de l’exploitation pétrolière, parfois flambé ou relâché dans l'atmosphère. Le méthane est un gaz à effet de serre dont le potentiel de réchauffement global est 28 à 36 fois supérieur à celui du CO2. En convertissant plus de méthane en CO2 que ne le ferait le flambage seul, l’utilisation de générateurs GPA réduit la contribution du GPA à l'effet de serre, bien que cette pratique nuise toujours à l'environnement. Là où le flambage est interdit, cette pratique a permis à davantage de puits de pétrole de fonctionner en compensant les coûts, retardant ainsi l’abandon des combustibles fossiles. En commentant un projet pilote avec ExxonMobil, le scientifique politique Paasha Mahdavi a noté en 2022 que ce processus pourrait potentiellement permettre aux compagnies pétrolières de déclarer des émissions réduites en vendant des fuite de gaz, transférant la responsabilité aux acheteurs et évitant ainsi un véritable engagement à la réduction. Selon un article de 2024 publié dans le Journal of Cleaner Production, le minage de Bitcoin peut financer la réduction du méthane des gaz de décharge.

### Comparaison avec d'autres systèmes de paiement
Dans une étude de 2023 publiée dans Ecological Economics, des chercheurs du Fonds monétaire international ont estimé que le système de paiement mondial représentait environ 0,2 % de la consommation mondiale d’électricité, soit une consommation comparable à celle du Portugal ou du Bangladesh. Pour le bitcoin, l'énergie utilisée est estimée à environ 500 kWh par transaction, contre 0,001 kWh pour les cartes de crédit (sans inclure la consommation de la banque commerçante, qui reçoit le paiement). Cependant, la dépense énergétique du bitcoin n'est pas directement liée au nombre de transactions. Les solutions de couche d'abstraction, comme le Lightning Network, et le traitement par lots, permettent au Bitcoin de traiter plus de paiements que ne le suggère le nombre de transactions en chaîne,. Par exemple, en 2022, le Bitcoin a traité 100 millions de transactions par an, représentant 250 millions de paiements.

## Déchets électroniques

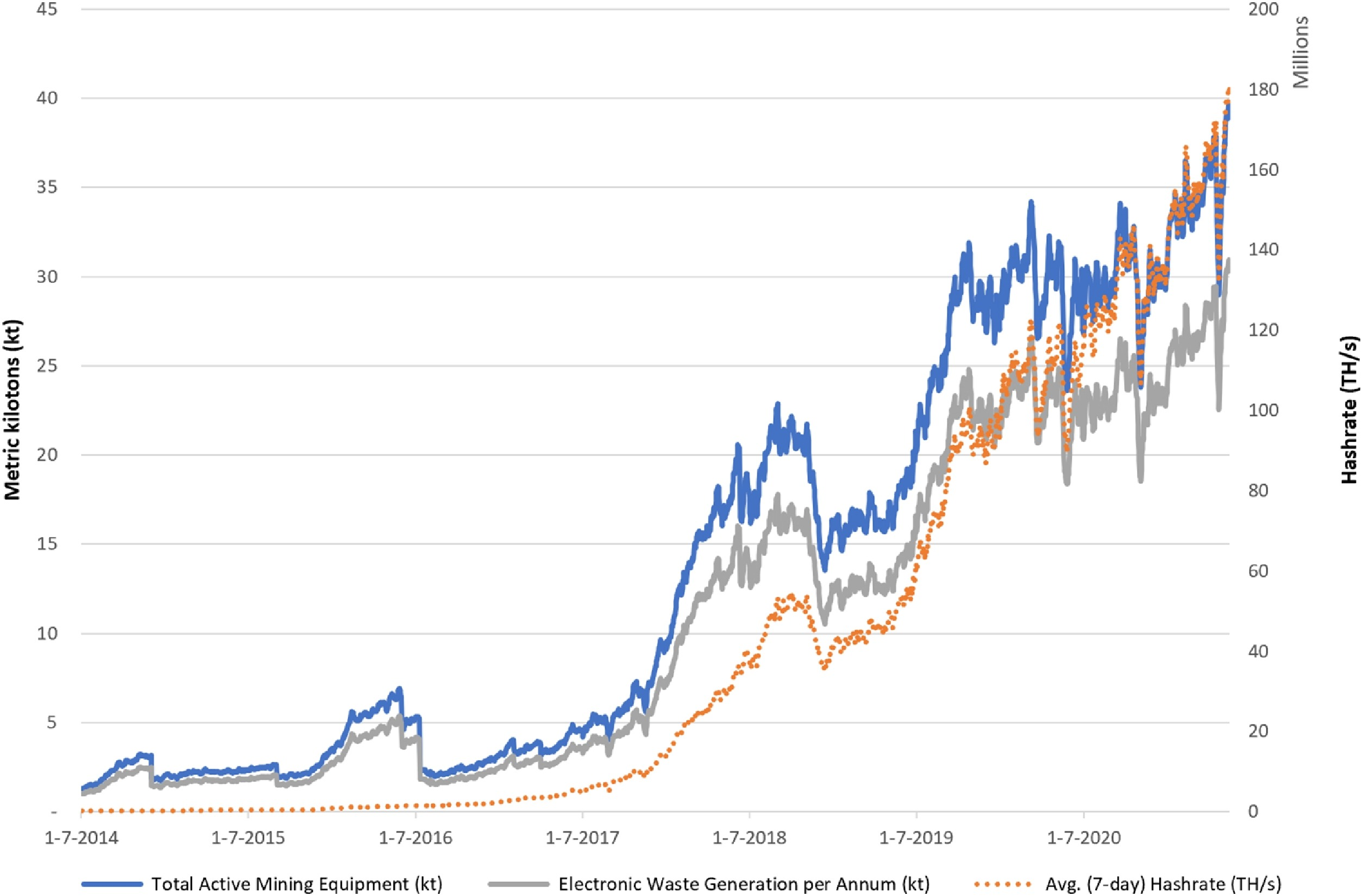
Le nombre total d'équipements miniers actifs dans le réseau Bitcoin et la production de déchets électroniques associée, de juillet 2014 à juillet 2021

Les bitcoins sont généralement extraits sur du matériel informatique spécialisé, appelé circuit intégré spécifique à une application (ASIC), sans autre utilisation possible en dehors du minage de bitcoin. En raison de l'augmentation constante de la production de bitcoin, une étude de 2021 a estimé que les dispositifs de minage avaient une durée de vie moyenne de 1,3 an avant de devenir non rentables et de devoir être remplacés, entraînant une production importante de déchets électroniques. Cette étude a estimé que les déchets électroniques annuels générés par le bitcoin étaient supérieurs à 30 000 tonnes (comparable aux petits déchets IT produits par les Pays-Bas) et que chaque transaction entraînait la production de 272 g (9,6 oz) de déchets électroniques. Une revue systématique de 2024 a critiqué cette estimation et a soutenu, en se basant sur les ventes du marché et les données d'introduction en bourse, que la durée de vie du matériel de minage de bitcoin était plus proche de 4 à 5 ans.

## Empreinte en eau
Selon un commentaire non revu par des pairs publié en 2023, l'empreinte en eau du bitcoin a atteint 1 600 gigalitres en 2021, en raison de la consommation directe d'eau sur site et de la consommation indirecte provenant de génération d'électricité. L'auteur note que cette empreinte en eau pourrait être réduite en utilisant des refroidissement par immersion et des sources d'énergie qui ne nécessitent pas d'eau douce, comme l'éolien, le solaire, et la production d'énergie thermoélectrique avec refroidissement à sec.

## Réponses réglementaires
L'interdiction du minage de bitcoin en Chine en 2021 a été en partie motivée par son rôle dans le minage illégal de charbon et les préoccupations environnementales,.
En septembre 2022, l'Office of Science and Technology Policy des États-Unis a souligné la nécessité d'une plus grande transparence concernant l'utilisation de l'électricité, les émissions de gaz à effet de serre et les déchets électroniques.En novembre 2022, l'Environmental Protection Agency des États-Unis a confirmé travailler sur les impacts climatiques du minage de cryptomonnaies. Aux États-Unis, l'État de New York a interdit la construction de nouvelles centrales de minage de combustibles fossiles avec un moratoire de deux ans, invoquant des préoccupations environnementales, tandis que l'Iowa, le Kentucky, le Montana, la Pennsylvanie, Rhode Island, le Texas et le Wyoming encouragent le minage de bitcoin par des réductions fiscales,. Les incitations du Texas visent à réduire les émissions de méthane provenant du gaz torché en utilisant le minage de bitcoin. En janvier 2024, l'Energy Information Administration des États-Unis a lancé une enquête obligatoire sur la consommation d'énergie des mineurs de cryptomonnaies, mais l'a suspendue un mois plus tard après avoir été contestée avec succès par les mineurs devant le tribunal de district des États-Unis pour le district occidental du Texas.
Au Canada, en raison de la forte demande de l'industrie et des préoccupations sur la nature de l'utilisation des énergies renouvelables, la province de Manitoba et la Colombie-Britannique ont suspendu les nouvelles connexions des installations de minage de bitcoin au réseau hydroélectrique du Canada fin 2022 pour 18 mois. Dans un même temps, Hydro-Québec a augmenté les prix de l'électricité et limité son utilisation pour les mineurs de bitcoin.
En octobre 2022, en raison de la crise énergétique mondiale (2021-présent), la Commission européenne a invité les États membres à réduire la consommation d'électricité des mineurs de crypto-actifs et à mettre fin aux réductions fiscales et autres incitations qui leur sont accordées.

### Ouvrages cités
- de Vries, Gallersdörfer, Klaaßen et Stoll, « Revisiting Bitcoin's carbon footprint », Joule, vol. 6, no 3,‎ 16 mars 2022, p. 498–502 (ISSN 2542-4351, DOI 10.1016/j.joule.2022.02.005, Bibcode 2022Joule...6..498D, S2CID 247143939)